# جیپرز کریپرز
جیپرز کریپرز (به انگلیسی: Jeepers Creepers) که در ایران با عنوان مترسک‌های ترسناک هم شناخته می‌شود، یک فیلم ترسناک آمریکایی به کارگردانی ویکتور سالوا است که در سال ۲۰۰۱ منتشر شد و اولین قسمت از سه‌گانه «جیپرز کریپرز» است. عنوان فیلم از آهنگی با نام «جیپرز کریپرز» انتشاریافته در سال ۱۹۳۸ گرفته شده که در فیلم نیز جای دارد.
این فیلم و دیگر قسمت‌های آن در ایران با عنوان مترسک‌های ترسناک هم شناخته می‌شوند که علت آن، دوبله و عرضه دنبالهٔ این فیلم یعنی جیپرز کریپرز ۲ توسط بنیاد سینمایی فارابی از طریق موسسهٔ هنر هشتم در سال ۱۳۸۴ با این عنوان است ولی «مترسک‌های ترسناک» ترجمهٔ فارسی نام فیلم (Jeepers Creepers) نیست؛ بلکه یک عنوان ساختگی است. همچنین در این مجموعهٔ فیلم، تنها یک هیولا با ظاهر و پوشش مترسک وجود دارد؛ نه چندین هیولا یا مترسک.

## دنباله‌ها
در سال ۲۰۰۳، دنباله این فیلم با عنوان جیپرز کریپرز ۲ منتشر شد. در سپتامبر ۲۰۱۵ گفته شد که ساخت جیپرز کریپرز ۳ بالاخره آغاز خواهد شد و در آپریل ۲۰۱۶ ساخت فیلم آغاز شد و در سپتامبر ۲۰۱۷ منتشر شد.

## بازیگران
- جینا فیلیپس - پاتریشا «تریش» جنر
- جاستین لانگ - درایس (داریوش) «دری» جنر
- جاناتان برک - کریپر
- پاتریشا بلچر - جزل گی هارتمن
- آیلین برنان - زن گربه‌ای

## جوایز
این فیلم در بیست و هشتمین دوره جایزه ساترن بهترین فیلم ترسناک نامزد دو جایزه زیر شد:
- بهترین فیلم ترسناک
- بهترین بازیگر جوان برای جاستین لانگ

همچنین به نامزدی برای جوایز زیر رسید:
- بهترین فیلم، از سوی جایزه بین‌المللی انجمن وحشت (International Horror Guild Award)
- بهترین فیلم، از سوی جشنواره فیلم سیتخس